# Šarenik
Šarenik (en serbe cyrillique : Шареник) est un village de Serbie situé dans la municipalité d’Ivanjica, district de Moravica. Au recensement de 2011, il comptait 465 habitants.

## Démographie

### Évolution historique de la population
| 1948  | 1953  | 1961  | 1971  | 1981 | 1991 | 2002 | 2011 |
| ----- | ----- | ----- | ----- | ---- | ---- | ---- | ---- |
| 1 106 | 1 321 | 1 300 | 1 084 | 906  | 741  | 555  | 465  |

|  |